# 아이타워

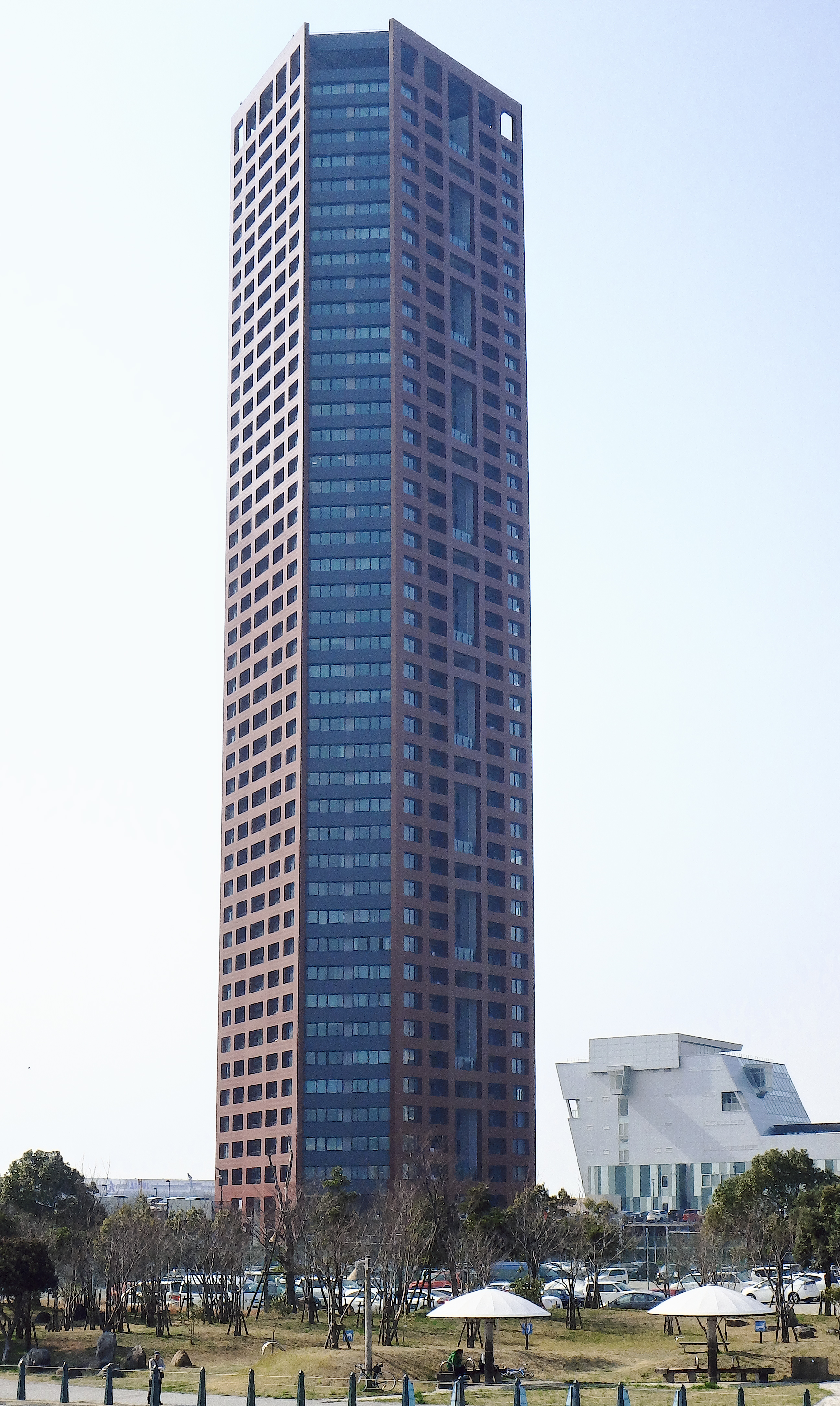
확대판으로 구성된 아이타워의 모습. 외관을 봐도 빨간색 기둥이 선명하게 보인다. 다만 옆에 있는 기울임형 건축물은 데리하 세키스이 하우스 아레나로 추정된다.

아이타워(일본어: アイタワー, I 타워)는 일본 후쿠오카현 후쿠오카시 히가시구 후쿠오카 아일랜드시티에 속한 초고층 아파트이다. 2016년에는 굿디자인상에 수상하였고 시공자는 스미토모 그룹이다.

## 개요
2016년 3월 25일 정식으로 준공되었다. 그러나 이 건물은 후쿠오카현에서 가장 높은 고층 건물이며, 총 가구수 역시 285 가구를 보유하고 있다. 총 층수는 지상 45층, 높이 149m 규모를 가지고 있어, 아일랜드타워 스카이클럽보다는 좀 더 높은 편이다. 그리고 일본에서는 보기도 드물게 붉은색 형태의 삼각형 모양으로 디자인하게 되는 건축물로 분류된다.

## 인접 시설
- 데리하 세키스이 하우스 아레나

## 같이 보기
- 후쿠오카 타워 - 높이는 234m로, 법적상 송신탑으로 취급되는 건축물